# Josephine Bonsu
Josephine Afua Kyerewaa Bonsu (* 20. August 1999 in Berlin) ist eine deutsche Fußballspielerin.

## Karriere

### Vereine
Bonsu spielte in ihrer Jugend zunächst für die B-Juniorinnen des 1. FC Lübars und kam in der Saison 2014/15 in der Staffel Nord/Nordost der B-Juniorinnen-Bundesliga in 16 Punktspielen zum Einsatz und erzielte zwei Tore. In der Folgesaison wurde sie in dieser Spielklasse für die B-Juniorinnen des 1. FC Union Berlin in 16 von 18 Punktspielen eingesetzt und erzielte sechs Tore.
Zur Saison 2016/17 rückte sie in die zweite und zur Saison 2018/19 in die erste Frauenmannschaft der Berlinerinnen auf. Während ihrer drei Jahre währenden Vereinszugehörigkeit bestritt sie ab September 2018 insgesamt 29 Punktspiele, in den sie 13 Tore erzielte. Als regionaler Meister aus dieser Saison hervorgegangen, scheiterte sie mit ihrer Mannschaft nach Hin- und Rückspiel gegen die SG 99 Andernach in der Aufstiegsrunde zur 2. Bundesliga. In der Saison 2021/22 wurde sie für den Stadt- und Ligarivalen Türkiyemspor Berlin in acht Punktspielen eingesetzt und erzielte sieben Tore.
Zur Saison 2022/23 wurde sie vom FC Carl Zeiss Jena verpflichtet. Für diesen bestritt sie ihre ersten 19 Punktspiele in der 2. Bundesliga und erzielte ein Tor. In der Folgesaison war sie in 22 von 26 Saisonspielen sechsmal erfolgreich und stieg mit dem Team als Tabellenzweite in die Bundesliga auf. In der höchsten Spielklasse debütierte sie zum Saisonstart am 31. August bei der 0:2-Niederlage im Auswärtsspiel gegen Eintracht Frankfurt.

### Auswahlmannschaft
Bonsu kam als Spielerin der Auswahlmannschaft des Berliner Fußball-Verbandes in der Altersklasse U18 (2015 und 2016) im Turnier um den DFB-Länderpokal an der Sportschule Wedau in Duisburg in insgesamt sechs Spielen zum Einsatz.

## Erfolge
- Zweiter 2. Bundesliga 2023 und Aufstieg in die Bundesliga
- Meister Regionalliga Nordost 2019